# José Cayetano Valadés Rocha
José Cayetano Valadés Rocha (* 1. Dezember 1899 in Mazatlán in Sinaloa; † 24. Januar 1976 in Mexiko-Stadt) war ein mexikanischer Publizist und Botschafter.

## Leben
José Cayetano Valadés Rocha war der Sohn von Francisco Valadés († 1910 in Mexiko-Stadt).
Francisco Valadés beauftragte Heriberto Frías 1906 mit der Redaktion der Zeitung El Correo de la Tarde. Heriberto Frías hatte maßgeblichen Einfluss auf das publizistische Leben von Mazatlán und auf die Entwicklung von José Cayetano Valadés Rocha.
Von 1907 bis 1908 verbrachte José Cayetano Valadés Rocha mit seinen Großeltern väterlicherseits in San Francisco. Die Reise dorthin war für ihn prägend.
1911 nach dem Tod des Vaters fuhr die Familie Valadés, bestehend aus der Mutter und den Geschwistern Francisco, Eduardo, Guillermo und René mit einem Schiff nach San Francisco. 1913 kam eine Freischar gegen die Regierung von Victoriano Huerta unter ihnen Martín Espinosa, Manuel Bonilla, Ramón F. Iturbe und José Maria Leyva, nach San Francisco, wo sie von der Witwe José Cayetano Valadés Rocha moralische und finanzielle Unterstützung erhielt.
1913 war José Cayetano Valadés Rocha Zeitungsjunge für The Record. 1914 schloss José Cayetano Valadés Rocha seine Schulbildung auf der Normandie Christian School in Los Angeles und wurde Consultant.
Nach dem Ersten Weltkrieg lebte die Familie Valadés in Mexiko-Stadt. 1920 nach der Lektüre von Maxim Gorki und Pjotr Alexejewitsch Kropotkin gründete er die Gruppe Juventud Igualitaria, was seine Verbindung zu Bolschewisten und Anarchisten begründet. Er verlegte die Zeitung Juventud Mundial und gründete die Federación de Jóvenes Comunistas. Für kurze Zeit war er einer Leitung der United States Postal Service beschäftigt.
1921 entwickelte José Cayetano Valadés Rocha gewerkschaftliche Initiativen. Herón Proal, Úrsulo Galván Reyes und Manuel Almanza García (* 1888; † 1954) beeinflussten die Gruppe Juventud Igualitaria. José Cayetano Valadés Rocha war in der Confederación General de Trabajadores organisiert.
Im Haus der Valadés wohnte während seines kurzen Aufenthaltes in Mexiko-Stadt bei General Rafael Buelna und Sen Katayama. Die Arbeit von Sen Katayama über die Politik Lenins und die Räteorganisation fasste Valadés unter dem Titel La República Rusa de los soviets zusammen. Ebenso übersetzte er Six weeks in Russia in 1919 von Arthur Ransome und Gott und der Staat von Michail Alexandrowitsch Bakunin ins Kastilische.
1922 organisierte Valadés mit José Rubio, Martín Paley und Felipe Leija Paz das lateinamerikanische Büro der La internacional de los Sindicatos Rojos. Er schrieb eine Studie Revolución social o motín político, er ging nach Mazatlán und versuchte, eine kommunistische Zelle zu gründen, wurde aber ausgewiesen. Nach seiner Rückkehr nach Mexiko-Stadt gründete er die Gewerkschaft der Pächter. Er widmete sich dem Druckwesen in seiner eigenen Druckerei und verlegte die Zeitung Humanidad, Revista del Proletariado Rebelde.
Am 19. Juli 1922 war der Textilgewerkschafter Julio Márquez entführt wurden. Die Polizei ermordete bei den darauffolgenden Protesten vor dem Rathaus von San Ángel, am 20. Oktober 1922 die Textilarbeiter Emilio López und Florentino Ramos. Im darauffolgenden Winter 1923 lebte Valadés mit den Arbeitern der Textilfabriken La Hormiga in Tizapán el Alto und Santa Teresa in Contreras und lernte ihre Mentalität und Bedürfnisse kennen. Er arbeitete mit Esteban Flores, den Leiter der Abteilung Arbeit der Secretaria de Industria bei der Redaktion eines Arbeitsschutzgesetzes.
1924 wird er vom anarchosyndikalistischen Kongress der CGT zum Delegierten in Tampico ernannt, wo er eine kleine Schule gründete. Er wurde verhaftet und nahm aktiv an den Streiks der Arbeiter in der Erdölförderindustrie teil.
Von 1925 bis 1926 kehrte Valadés nach Mexiko-Stadt zurück. Er arbeitete in einer Druckerei als Buchillustrator. Er veröffentlichte La burla política und arbeitete in der Tageszeitung La Protesta in Buenos Aires mit Artikeln über die Sozialgeschichte in Mexiko. Er beteiligte sich bei der CGT an der Organisation eines Bauernkongresses in Guadalajara.
1926 schloss er sein unveröffentlichtes Werk Los orígenes del Socialimo en México ab. Die Regierung machte die Schlichtung durch Schlichtergremien bei Tarifkonflikten zu Vorschrift.
Die CGT verlor an Einfluss und Valadés zog sich von ihr zurück. Er unterstützte die Kandidatur von Francisco R. Serrano für die Präsidentschaft und lehnte Álvaro Obregón und Plutarco Elías Calles ab. Valadés wurde Gefangener in Cuernavaca.
Ende 1926 ging er nach Los Angeles und arbeitete bis 1929 für die Zeitung La Opinion, welche von Regino Hernández Llergo geleitet wurde. 1930 kehrte er nach Mexiko zurück. 1939 war er Redakteur für Politik der Zeitschrift Hoy. 1940 wurde er Beamter als Sekretär des Außenministers Ezequiel Padilla Peñaloza.
Von 1941 bis 1959 war er Professor für Geschichtswissenschaft an der Universidad Nacional Autónoma de México und in der Escuela Nacional Preparatoria (Mexiko).

## Veröffentlichungen
- Revolución social o motín político, 1922
- Orígenes del movimiento obrero en México, 1926
- Bibliografía anarquismo en México, 1926
- Las memorias de don Adolfo de la Huerta, 1930
- Santa Anna y la guerra de Texas, 1936
- Las caballerías de la Revolución (Hazanas del general Buelna), 1937
- Alamán, estadista e histriador, 1938
- Topolobampo, la metrópoli socialista de Occidente, 1939
- El porfirismo, historia de n régimen 3 Bände. 1948
- Historia general de la Revolución Mexicana 10. Bände, 1965
- México, Santa Anna y la guerra de Texas, 1965
- El Presidente Ignacio Comonfort y mis Confesiones/Vida de un huérfano, 1966
- Einleitung zu einem Bildband von Daniel Thomas Egerton, 1967
- Historia de pueblo de México 3 Bände.
- Notas sobre es socialismo en México durante el siglo XIX, 1968
- El presidente en México, 1970
- Brevísima historia de México, 1975
- Mexico atraves de los siglos, sechs Bände, 1975
- Maximiliano y Carlota historia del Segundo Imperio, 1976

| Vorgänger                   | Amt                                                                          | Nachfolger                        |
| --------------------------- | ---------------------------------------------------------------------------- | --------------------------------- |
| Antonio Méndez Fernández    | mexikanischer Botschafter in Beirut 7. September 1952 bis 26. September 1953 | Marco Aurelio Almazán             |
| Antonio Méndez Fernández    | mexikanischer Botschafter in Bagdad 14. Oktober 1952 bis 1. September 1953   | Marco Aurelio Almazán             |
| Miguel González Taush       | mexikanischer Botschafter in Bogota 22. Dezember 1953 bis 13. Februar 1956   | Alfonso García González           |
| Pedro Cerisola Salcido      | mexikanischer Botschafter in Montevideo 23. März 1956 bis 1. Dezember 1956   | Manuel Y. de Negri                |
| Francisco del Río Rodríguez | mexikanischer Botschafter in Lissabon 9. August 1963 bis 17. Juli 1966       | Rafael Fernando Fuentes Boettiger |
| —                           | mexikanischer Botschafter in Rabat 5. April 1965 bis 3. August 1966          | Rafael Fernando Fuentes Boettiger |